# USS Converse (DD-291)
Za druga plovila z istim imenom glejte USS Converse.
USS Converse (DD-291) je bil rušilec razreda Clemson v sestavi Vojne mornarice Združenih držav Amerike.
Rušilec je bil poimenovan po kontraadmiralu Georgu Albertu Conversu.

## Zgodovina
V skladu s Londonskim sporazumom o pomorski razorožitvi je bil rušilec 17. januarja 1931 izvzet iz aktivne službe in istočasno prodan.